# Władysław Józef Skłodowski
Władysław Józef Skłodowski (ur. 11 listopada 1895, zm. 23 lutego 1977 w Beckenham) – podpułkownik dyplomowany piechoty Wojska Polskiego, starosta w II Rzeczypospolitej.

## Życiorys
Urodził się 11 listopada 1895. Uczestniczył w I wojnie światowej. Po odzyskaniu przez Polskę niepodległości został przyjęty do Wojska Polskiego. Brał udział w wojnie polsko-bolszewickiej. Został awansowany do stopnia porucznika piechoty ze starszeństwem z dniem 1 lutego 1921. Jako oficer nadetatowy 1 Pułku Strzelców Podhalańskich z Nowego Sącza w 1923 był w kadrze naukowej Szkoły Podchorążych w Warszawie, następnie odbył V Kurs Normalny od 1 listopada 1924 do 11 października 1926 w Wyższej Szkole Wojennej, uzyskując tytuł oficera dyplomowanego. W 1928 jako oficer nowosądeckiego pułku był przydzielony do Oddziału I Sztabu Generalnego. Został awansowany do stopnia kapitana piechoty ze starszeństwem z dniem 1 stycznia 1931. W 1934 jako kapitan przeniesiony w stan spoczynku był przydzielony do Oficerskiej Kadry Okręgowej nr VI jako oficer przewidziany do użycia w czasie wojny i pozostawał wówczas w ewidencji Powiatowej Komendy Uzupełnień Kołomyja I.
Od 9 czerwca 1931 do 26 października 1932 pełnił stanowisko starosty powiatu nowomiejskiego. Od 1932 był starostą powiatu kołomyjskiego. Od 1935 do 1937 był starostą powiatu tłumackiego. Pożegnanie jego wraz z małżonką odbyło się w Tłumaczu w grudniu 1937.
Po zakończeniu II wojny światowej przebywał na emigracji w Wielkiej Brytanii. Do końca życia pozostawał w stopniu podpułkownika. Zmarł 23 lutego 1977 w Domu Opieki w Beckenham (tzw. „Antokol”)

## Odznaczenie
- Krzyż Walecznych (przed 1923)